# Acanthephippium gougahensis
Acanthephippium gougahensis är en orkidéart som först beskrevs av André Guillaumin, och fick sitt nu gällande namn av Gunnar Seidenfaden. Acanthephippium gougahensis ingår i släktet Acanthephippium och familjen orkidéer. Inga underarter finns listade i Catalogue of Life.